# Ulrika Toft Hansen
Ulrika Maria Toft Hansen (* 13. Juli 1987 in Bankeryd, geborene Ulrika Maria Ågren) ist eine ehemalige schwedische Handballspielerin.

## Karriere
Toft Hansen begann das Handballspielen bei IFK Bankeryd. Ab 2003 spielte die Rechtshänderin bei IF Hallby HK und wechselte drei Jahre später zum BK Heid. Im Jahr 2008 schloss sie sich IK Sävehof an. Mit Sävehof gewann Toft Hansen 2009 und 2010 die schwedische Meisterschaft. Nach dem zweiten Meisterschaftserfolg wechselte die Kreisläuferin zum dänischen Erstligisten Team Esbjerg. Im Sommer 2012 unterzeichnete sie einen Vertrag beim Ligarivalen Randers HK. Ab der Saison 2013/14 lief sie für den deutschen Bundesligisten Buxtehuder SV auf. Mit dem BSV gewann sie 2015 den DHB-Pokal. Ab April 2015 pausierte sie schwangerschaftsbedingt. Im Oktober 2015 brachte sie einen Sohn zur Welt. Ab dem Januar 2016 gehörte Toft Hansen wieder dem Kader von Team Esbjerg an. 2016 gewann sie die dänische Meisterschaft sowie 2017 den dänischen Pokal. Nach der Saison 2017/18 verließ sie Esbjerg. Im Januar 2019 unterschrieb sie einen Vertrag beim französischen Erstligisten Paris 92. Nach der Saison 2019/20 beendete sie ihre Karriere.
Toft Hansen bestritt 89 Partien für Schweden, in denen sie 140 Treffer erzielte. Mit Schweden belegte sie bei der Weltmeisterschaft 2011 den 9. Platz. Im Sommer 2012 nahm Toft Hansen an den Olympischen Spielen in London teil. Bei der Europameisterschaft 2012 erzielte sie 14 Tore in sechs Partien für die schwedische Auswahl. Bei der Europameisterschaft 2014 gewann sie mit Schweden die Bronzemedaille.
Toft Hansen ist seit dem Jahr 2023 Co-Trainerin der U-17-Mannschaft an der Mors-Thy Håndbold Akademi.

## Privates
Ulrika Toft Hansen ist mit dem dänischen Handballspieler Henrik Toft Hansen liiert. Das Paar hat drei gemeinsame Kinder.